# 大久保末吉
大久保 末吉（おおくぼ すえきち、1908年1月16日 - 1981年6月11日）は、日本の競馬騎手、調教師。
1929年に騎手デビュー。1955年より日本中央競馬会の調教師となり、1970年にメジロムサシで天皇賞（春）に優勝。俗に「メジロ軍団」と呼ばれた北野豊吉所有馬を数々手掛けた。1973年度中央競馬全国最多勝利調教師。
実子の大久保洋吉も日本中央競馬会調教師。ほか兄の大久保福蔵、大久保亀治、弟の三井末太郎らも騎手や調教師を務め、親族は競馬一族として知られる。

## 経歴
1908年、函館競馬場の近隣で大久保福松の三男として生まれる。父・福松は近代日本ホースマンの祖・函館大経の一番弟子であった。長兄に福蔵、次兄に亀治がおり、末子として「末吉」と名付けられた。なお、その後弟が生まれて「末太郎」と名付けられ、さらに生まれた弟には「源吉」と名付けられている。
1923年3月ごろより福松を手伝い始め、1928年よりその弟子となる。騎乗の指導は亀治より受けた。1929年4月に騎手としてデビュー。初戦は繋駕速歩競走で、5月5日に平地競走で初勝利を挙げた。1933年に騎手兼調教師として独立し、東京競馬場で厩舎をもった。1939年には管理馬テイトに騎乗して中山記念に勝利している。騎手としては剛胆な騎乗ぶりでしばしば波乱を演出し、ファンからは「穴の大末（だいすえ）」と呼ばれ人気が高かった。太平洋戦争中、府中市の是政に置いていた外厩を空襲で焼かれている。戦後しばらく騎手専業に戻り、1955年に再度調教師免許を取得した。騎手通算成績は4016戦494勝。
調教師としては「メジロ」の冠名で知られた北野豊吉所有馬（名義はメジロ商事など）で数々の重賞を制した。1965年に厩舎に入ったメジロボサツは同年の朝日杯3歳ステークスに優勝し最優秀3歳牝馬に選出。翌年以降も2重賞を制した。メジロムサシは1971年の天皇賞（春）に優勝し、大久保に初の八大競走をもたらす。また前後するが競走馬として平凡な成績であったアサマユリはメジロ牧場で繁殖牝馬となり、産駒のメジロホークが大久保厩舎で重賞勝利馬となった。アサマユリとメジロボサツはメジロ牧場の基礎的な牝馬となり、洋吉の代に子孫からメジロファントムやメジロドーベルを出すなど活躍馬を輩出しつづけた。
調教では「馬は厳しく鍛えなければならない」という信条をもっていた、甥の良雄（福蔵の子）があるとき「出走したばかりの馬なので、稽古を軽めにした方がいいのでは」と進言すると、「馬鹿をいうな、元気が良いから使ってきているんだ。ガンガンやれ」とやり返されたという。出走にも積極的で、管理馬の中でイナボレスとトウフクセダンはいずれも連戦に次ぐ連戦で「走る労働者」と呼ばれ、前者は中央競馬の重賞最多出走記録（51戦）を樹立した。イナボレスが二重賞を制した1974年に大久保厩舎は年間43勝を挙げ、最多勝利調教師となった。
また白川次郎によれば、取材嫌いが多かった当時の調教師にあって、積極的に取材に応じた代表的な人物であった。「マスコミの報道無くして競馬の発展は無い」と語り、記者が調教師席で取材を断られている様子を見れば相手の説得に当たることもあった。白川は「自厩舎の馬に限らず対戦相手の分析にも優れた方で、根本的な競馬の捉え方を教えて頂いたように思う」と述懐している
1981年6月11日、腎不全により73歳で死去。調教師としての通算成績は6830戦626勝。墓所は多磨霊園。

## 逸話
騎手時代の1934年5月5日、大久保も参加していた横浜開催の繋駕速歩競走（4000メートル）において、競走中の騎手・杉山豊次郎が駕車上で突然昏倒。杉山が操っていたホッカイホマレが暴走をはじめた。大久保は後方から同馬が近づいてくるのに気付くと競走から離脱し、自馬ヒダカスカイラインを慎重に操ってこれを捕獲。係員に預けたあと競走に戻り、16頭立ての7着となった。のちに大久保は大事故を未然に防いだとして主催者の日本レース・倶楽部から表彰を受けた。なお、脳出血を起こしていた杉山は病院への搬送途中で死亡している。

## 成績

### 騎手成績
| 区分 | 1着 | 2着 | 3着 | 騎乗数 | 勝率 | 連対率 |
| ---- | --- | --- | --- | ------ | ---- | ------ |
| 平地 | 354 | 392 | 410 | 2891   | .122 | 258    |
| 障害 | 133 | 122 | 119 | 1093   | .121 | .233   |
| 速歩 | 7   | 4   | 7   | 32     | .218 | .343   |
| 計   | 494 | 518 | 536 | 4016   | .123 | .252   |

#### 主な騎乗馬
※括弧内は大久保騎乗時の優勝重賞競走。馬名太字は調教師兼業。
- テイト（1939年中山記念・秋）
- トサホマレ（1951年中山記念・春）

### 調教師成績
- 通算6830戦626勝

#### 主な管理馬
八大競走優勝馬
- メジロムサシ（1971年天皇賞・春など重賞4勝）

その他重賞競走優勝馬
- クロシオ（1957年中山大障害・春）
- メジロボサツ（1965年朝日杯3歳ステークス 1966年サンケイスポーツ賞4歳牝馬特別、函館記念）
- メジロアサヒ（1967年クイーンステークス）
- メジロシンゲン（1968年京王杯スプリングハンデキャップ）
- ヒロオーカブト（1968年アラブ王冠）
- メジロゲッコウ（1971年弥生賞、スプリングステークス）
- イナボレス（1972年オールカマー　1974年日刊スポーツ賞金杯、目黒記念・秋 1975年愛知杯）
- メジロナゴヤ（1975年東京障害特別・秋）
- エリモイーグル（1976年中山大障害・春）
- トウフクセダン（1977年東京新聞杯、オールカマー 1978年ダイヤモンドステークス）
- メジロホーク（1979年中京記念）
- サーペンプリンス（1980年スプリングステークス、函館記念）

その他の馬
- アサマユリ（メジロスイセイ、メジロホークの母。子孫に活躍馬多数）
- オキノサキガケ（末吉の死後、洋吉厩舎を経て佐藤林次郎厩舎で中山大障害に優勝）

## 親族
大久保福松（父、函館大経の一番弟子）
｜大久保福蔵（長兄、騎手・調教師）
｜｜大久保良雄（甥、騎手・調教師）
｜大久保亀治（次兄、騎手・調教師。騎手時代にフレーモアで日本ダービー優勝）
｜｜大久保正陽（甥、騎手・調教師。調教師時代にJRA顕彰馬ナリタブライアンなどを管理）
｜｜｜大久保龍志（又甥、調教師。菊花賞優勝馬アサクサキングスなどを管理）
｜｜大久保光康（甥、騎手・調教師）
｜姉
｜｜鮫川富秋（甥。騎手）
｜三井末太郎（弟、騎手・調教師。調教師としてJRA顕彰馬タケシバオーなどを管理）